# Sônia Regina
Sônia Regina (5 de julho de 1961) é uma atriz brasileira.

## Telenovelas
- 1985 - A Gata Comeu - Alice
- 1984- Sítio do Pica pau Amarelo - Episódio: Barba azul, o cara de coruja
- 1983 - Caso Verdade - vários episódios
- 1982 - O homem proibido - Marília
- 1980 - Olhai os lírios do campo - Dora
- 1979 - Pai Herói - Jenny
- 1978 - Sinal de Alerta - Martinha
- 1977 - Nina - Ana Cândida

## Filmes
- 1981 - Os Insaciados
- 1981 - A Filha do Calígula
- 1980 - A Prisão